# Agonomalus
Agonomalus is een geslacht van straalvinnige vissen uit de familie van harnasmannen (Agonidae).

## Soorten
- Agonomalus jordani Jordan & Starks, 1904
- Agonomalus mozinoi Wilimovsky & Wilson, 1979
- Agonomalus proboscidalis Valenciennes, 1858